# Maël-Carhaix
Maël-Carhaix (bretonisch: Mêl-Karaez) ist eine französische Gemeinde mit 1.455 Einwohnern (Stand: 1. Januar 2022) im Département Côtes-d’Armor in der Bretagne. Sie gehört zum Arrondissement Guingamp, zum Kanton Rostrenen und zum Kommunalverband Kreiz-Breizh. Die Einwohner werden Maël-Carhaisiens genannt.

## Geografie
Maël-Carhaix liegt etwa 50 Kilometer nordöstlich von Quimper. An der nördlichen Gemeindegrenze verläuft das Flüsschen Kersault. Umgeben wird Maël-Carhaix von den Nachbargemeinden Locarn im Norden, Kergrist-Moëlou im Osten, Glomel im Südosten und Süden, Paule im Süden und Südwesten, Le Moustoir im Südwesten und Westen sowie Trébrivan im Westen und Nordwesten.

## Bevölkerungsentwicklung
| Jahr                       | 1962 | 1968 | 1975 | 1982 | 1990 | 1999 | 2006 | 2019 |
| Einwohner                  | 2173 | 2046 | 1832 | 1663 | 1613 | 1538 | 1512 | 1469 |
| Quellen: Cassini und INSEE |      |      |      |      |      |      |      |      |

## Sehenswürdigkeiten
- Teile eines römischen Aquädukts

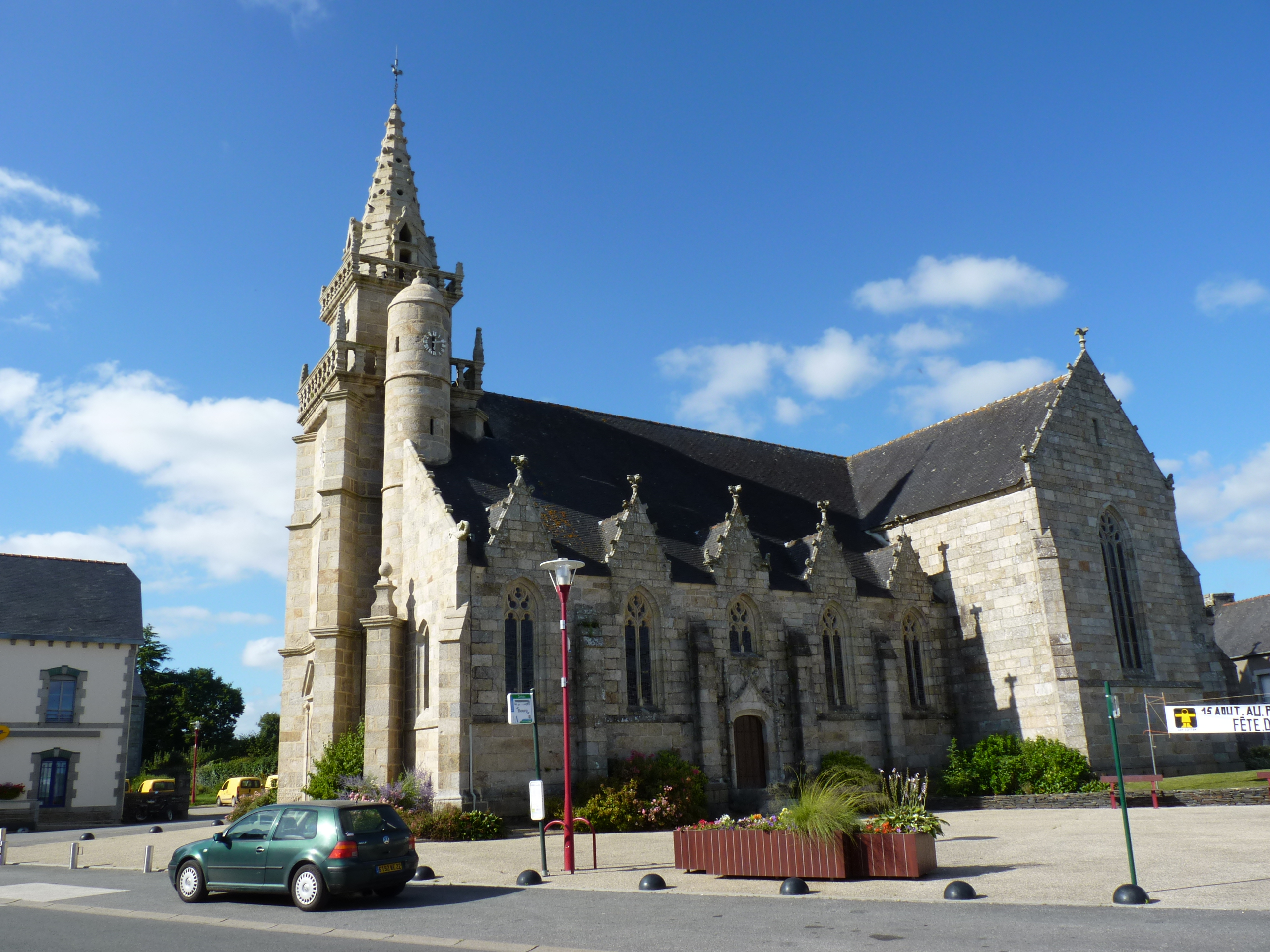
Kirche Saint-Pierre

- Kirche Saint-Pierre, Ende des 14. Jahrhunderts erbaut
- Herrenhaus Maël-Carhaix

## Persönlichkeiten
- Glenmor, bürgerlich Émile Le Scanff (1931–1996), Sänger